# Jhatka
Jhatka (hindi झटका, punjabi ਝਟਕਾ) est le mot qui en Inde désigne la façon de tuer un animal pour le consommer. Jhatka vient du mot jhat qui se traduit par : instantanément, immédiatement. Historiquement, ce mode d'abattage devait être exécuter avec une épée ou une hache afin que l'animal soit mis à mort d'un coup. Méthode utilisée par les hindous et les sikhs même si le végétarisme est la norme culturelle dans l'hindouisme et le sikhisme.
1. ↑  The Encyclopaedia of Sikhism dirigée par Harbans Singh, tome II, pages 379 et 380,  (ISBN 8173802041)